# Charmus
Genre
Synonymes
- Heterocharmus Pocock, 1892

Charmus est un genre de scorpions de la famille des Buthidae.

## Distribution
Les espèces de ce genre se rencontrent en Inde et au Sri Lanka.

## Liste des espèces
Selon The Scorpion Files (27/05/2025) :
- Charmus brignolii Lourenço, 2000
- Charmus dakshini Joshi, Deshpande, Ukale, Gowande, Bilat, Kovarik, Mottaz, Stahlavsky, Bastawade, Monod & Sulakhe, 2025
- Charmus laneus Karsch, 1879
- Charmus saradieli Kovařík, Lowe, Ranawana, Hoferek & Jayarathne, 2016
- Charmus sinhagadensis Tikader & Bastawade, 1983

## Systématique et taxinomie
Ce genre a été décrit par Karsch en 1879.
Heterocharmus a été placé en synonymie par Kraepelin en 1899.

## Publication originale
- Karsch, 1879 : « Skorpionologische Beiträge. II. » Mittheilungen des Münchener Entomologischen Vereins, vol. 3, no 2, p. 97-136 (texte intégral).